# Ephestiasula amoena
Ephestiasula amoena är en bönsyrseart som först beskrevs av Bolivar 1897.  Ephestiasula amoena ingår i släktet Ephestiasula och familjen Hymenopodidae. Inga underarter finns listade i Catalogue of Life.